# Henri Pistre
Henry Noël Jacques Pistre oder Abbé Pistre (* 26. Dezember 1900 in Mazamet, Département Tarn; † 27. Januar 1981 in Noailhac, Département Tarn) war ein französischer Priester, der eine Leidenschaft für Rugby entwickelte. Er spielte von 1920 bis 1922 als Dritte-Reihe-Spieler beim SC Albi.

## Leben
Als ältester Sohn einer armen Familie wurde er am 26. Dezember 1900 in Mazamet geboren. Sein Vater war Zimmermann. Der Pfarrer von Mazamet ließ ihn zum Studium zunächst das kleine Seminar und dann das große Priesterseminar von Albi besuchen.
Henri Pistre war ein talentierter Leichtathlet und begabt für Sprint und Hochsprung. Allerdings musste er nach den Regeln des Seminars auch beim Sport die  Soutane tragen.

### Militärdienst und Studium
Nach dem Ersten Weltkrieg unterbrach er sein Studium, um seinen Militärdienst zu leisten. Seine Disposition für den Sport fiel einem Offizier des 15. Infanterieregiments auf, der ihn an den Sporting Club Albigeois verwies. Dort trainierte er Leichtathletik und Rugby: Er sollte zwei Jahre lang spielen, insbesondere neben Jean Vaysse.
Im Juni 1922 trat der SC Albi in Leichtathletik-Wettbewerben gegen einige kleine Vereine der Region an. Pistre entschied sich dafür, bei allen Veranstaltungen alleine anzutreten. Er nahm an den 100-Meter-, 110-Meter-Hürden, Kugelstoßen, Hochsprung, Diskus und Weitsprung teil.
Ende des Sommers 1922 beendete er seinen Militärdienst im Rang eines Oberfeldwebels. Er gab den Leistungssport auf, um sein Studium am Hauptseminar von Albi wiederaufzunehmen, nahm aber doch am Eröffnungsspiel der Rugby-Saison gegen USA Perpignan teil.
Am 14. April 1923 nahm er in Colombes am Freundschaftsspiel Frankreich gegen Irland des Five Nations 1923 teil. Pistre sollte ein leidenschaftlicher Anhänger des irischen Teams bleiben, begeistert vom legendären Kampfgeist dieser Spieler.

### Aktivitäten
Am 23. Dezember 1923 wurde er zum Priester geweiht. Alle seine ehemaligen SCA-Teamkollegen waren zugegen. Er wurde zum Pfarrer in Cordes-sur-Ciel ernannt. Er charterte Busse, um junge Leute zu Spielen zu fahren, und gründete eine Theatergruppe. Er wurde der Pfarrei Saint-Jacques de Castres zugeteilt, wurde Leiter der Castres Olympique und 1934 sogar für kurze Zeit Trainer der ersten Mannschaft. 1946 wurde er zum Pfarrer von Notre-Dame de Noailhac ernannt, einer Gemeinde mit 600 Seelen zwischen Castres und Mazamet. Er erklärte sich bereit, Ehen zwischen Protestanten und Katholiken zu segnen und deren Kinder zu taufen. Er gründete einen Chor und bildete eine Rugby-Mannschaft, die er selbst trainierte.
Als ehemaliger Sergent-Chef der französischen Armee war Pistre federführend bei der Gründung der Association Européenne des Sous-Officiers de Réserve (AESOR) im Jahr 1963. Von 1964 bis 1966 fungierte er als deren Präsident. Er förderte Militär- und Sportwettbewerbe, bei denen Reservisten auf internationaler Ebene gegeneinander antraten.
Am 6. Januar 1975 strahlte das Office de Radiodiffusion Télévision Française (ORTF) über drei öffentlich-rechtliche Kanäle aus: TF1, Antenne 2 und France Régions 3. Auf Antenne 2 wurden die Kommentare zu den Spielen des Fünf-Nationen-Turniers von Roger Couderc-Pierre Albaladejo geliefert. Der Leiter der Sportabteilung von TF1, Georges de Caunes, beschloss dann, ein konkurrierendes Duo zu bilden. Das Spiel Frankreich gegen Wales kommentierte er am 18. Januar mit Abbé Pistre an seiner Seite. Pistre amtierte nur eine Saison.

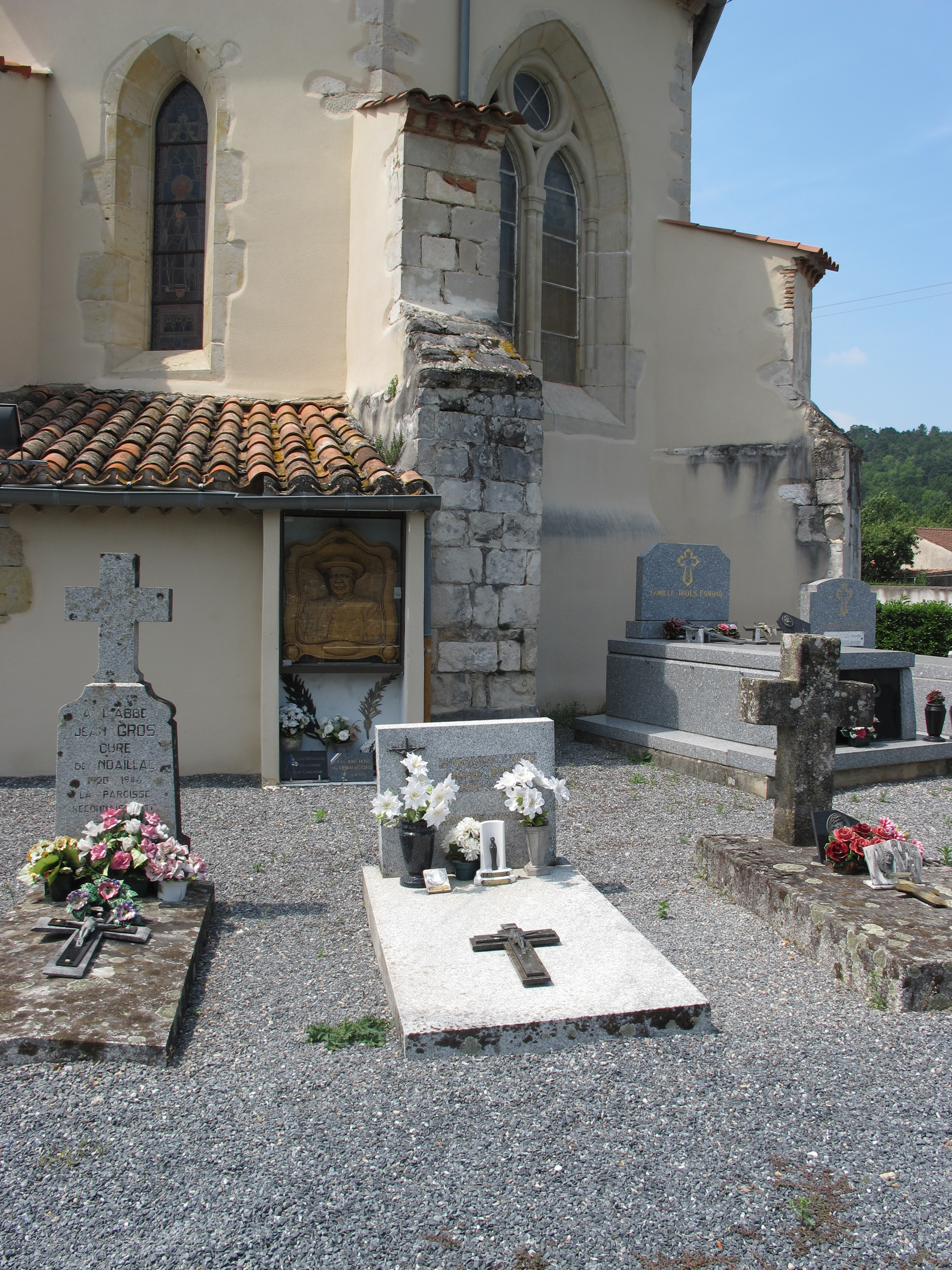
Grab von Abbé Pistre am Fuß der Église Notre-Dame-de-l'Assomption de Noailhac. Die Steininschrift gibt 1980 als Todesjahr an.

Er starb am 27. Januar 1981 in Noailhac (auf seinem Grab steht jedoch das Datum 1980). Er ruht auf dem Dorffriedhof.

## Erfolge
- Five Nations 1923

## Erinnerung
- Eine Straße in Albi trägt seinen Namen.
- 1970 widmete ihm der Schriftsteller Antoine Blondin den Roman Monsieur Jadis ou l’École du soir[8]